# Nguyễn Trọng Bình (nghệ sĩ)
Nguyễn Trọng Bình (sinh ngày 30 tháng 10 năm 1968) là một nghệ sĩ ưu tú, tiến sĩ và là nghệ sĩ vĩ cầm người Việt Nam.

## Sự nghiệp
Nguyễn Trọng Bình sinh ngày 30 tháng 10 năm 1968. Nguyên quán của ông tại Gia Lâm, Hà Nội. Ông bắt đầu được giáo dục âm nhạc từ năm lên 7 tuổi tại Nhạc viện Hà Nội. Từ năm 1983, ông được cử đi học tại Học viện Âm nhạc Gnessin, sau đó tốt nghiệp Nhạc viện Quốc gia Tchaikovsky vào năm 1993.
Trong quá trình học tập, ông đã được nhà trường cử tham gia lớp bồi dưỡng đặc biệt do nghệ sĩ vĩ cầm hàng đầu thế giới như Isaac Stern trực tiếp hướng dẫn. Ông cũng đã đi biểu diễn tại các nước Đông Âu và Bắc Âu. Từ khi về Việt Nam, ông đã trình diễn nhiều chương trình độc tấu và hòa tấu với các Dàn nhạc Giao hưởng Nhạc viện Hà Nội, Dàn nhạc Giao hưởng Quốc gia Việt Nam và Dàn nhạc Giao hưởng Thành phố Hồ Chí Minh.
Ngày 18 tháng 3 năm 1995 trong chương trình chào mừng Đại hội V Hội Nhạc sĩ Việt Nam tại trụ sở Hội Nhạc sĩ Việt Nam, Nguyễn Trọng Bình là nghệ sĩ Việt Nam đầu tiên đã độc tấu trọn vẹn bốn bản concerto Xuân, Hạ, Thu, Đông trích trong tổ khúc Bốn mùa của nhà soạn nhạc A. Vivaldi với Dàn nhạc Thính phòng Nhạc viện Hà Nội do chính ông chỉ huy.
Ông cũng đã được các Dàn nhạc Thính phòng Canada "I musici de Montréal", Dàn nhạc Thính phòng Cộng đồng Châu Âu và Dàn nhạc "Musica bella" của Úc mời làm nghệ sĩ độc tấu trong những năm 1994, 1995. Từ tháng 10 năm 1995, ông được cử đi tu nghiệp tại Viện Nghệ thuật và Âm nhạc Tokyo – Nhật Bản và đã tốt nghiệp bậc Master tháng 3 năm 1999. Tháng 9 năm 2004 đến tháng 9 năm 2007, Trọng Bình đã hoàn thành việc bảo vệ học vị Tiến sĩ ngành Biểu diễn âm nhạc tại Nhạc viên Montréal – Canada. Cùng năm, ông hoàn thành luận tiến sĩ tại Học viện Âm nhạc Quốc gia Việt Nam. Nguyễn Trọng Bình đã biểu diễn với Dàn nhạc Thính phòng “I Musici de Montreal”, dàn nhạc Thính phòng Cộng đồng châu Âu, nhóm “Musica Bella” (Australia), và với tất cả các dàn nhạc lớn của Việt nam. Ông còn thu âm nhiều tác phẩm cho Đài Truyền hình Việt Nam và Đài Tiếng nói Việt Nam.
Nguyễn Trọng Bình được nhà nước Việt Nam phong tặng danh hiệu nghệ sĩ ưu tú vào năm 2019. Hiện nay, ông là giảng viên chuyên ngành vĩ cầm, khoa dây của Học viện Âm nhạc Quốc gia Việt Nam.